# Femmes du Maroc

Logo du mensuel.

Femmes du Maroc est un mensuel féminin marocain d'expression française, fondé en 1995 et basé à Casablanca.  Il appartient au Groupe Caractères filiale de la holding Akwa de Aziz Akhannouch. 

## Historique
Femmes du Maroc a été lancé en novembre 1995,, un mois après le magazine féminin Citadines,,, avec Fatine Baryane en photo de première de couverture et pour cible « une lectrice “élitiste, francophone, instruite et âgée de 25 à 45 ans” ».
Édité par le Groupe Caractères, ce magazine à parution mensuelle a été distribué par Sochepress, la relève ayant été prise par Sapress en 2014.